# Hysterothylacium arnoglossi
Hysterothylacium arnoglossi is een rondwormensoort uit de familie van de Anisakidae. De wetenschappelijke naam van de soort is voor het eerst geldig gepubliceerd in 1988 door Petter & Maillard.